# Empoasca recurvata
Empoasca recurvata är en insektsart som beskrevs av Delong 1931. Empoasca recurvata ingår i släktet Empoasca och familjen dvärgstritar. Inga underarter finns listade i Catalogue of Life.